# Z̀
Cette page contient des caractères spéciaux ou non latins. S’ils s’affichent mal (▯, ?, etc.), consultez la page d’aide Unicode.
Z̀ (minuscule : z̀), appelé Z accent grave, est un graphème qui a été utilisé en vieux gallois[réf. nécessaire] et dans la romanisation de l’alphabet wenzhou.  Il s’agit de la lettre Z diacritée d'un accent grave.

## Utilisation
Le z accent grave ‹ z̀ › a été utilisé dans la romanisation du wenzhou utilisée dans la traduction des quatre Évangiles et des Actes de Apôtres, Chaò-Chḯ Yi-sû Chï-tuh Sang Iah Sìng shï: Sz̀ fuh-iang tà sź-du ʻae-djüe fa üe-tsiu tʻû¹-ʻò, publiés en 1894.

## Représentations informatiques
Le Z accent grave peut être représenté avec les caractères Unicode suivants (latin de base, diacritiques), :
| formes    | représentations | chaînes de caractères | points de code | descriptions                                       |
| --------- | --------------- | --------------------- | -------------- | -------------------------------------------------- |
| capitale  | Z̀               | Z◌̀                    | U+005A U+0300  | lettre majuscule latine z diacritique accent grave |
| minuscule | z̀               | z◌̀                    | U+007A U+0300  | lettre minuscule latine z diacritique accent grave |